# 은행 (영화)
은행(The Bank)은 미국에서 제작된 찰리 채플린 감독의 1915년 영화이다. 찰리 채플린 등이 주연으로 출연하였고 제시 T. 로빈스 등이 제작에 참여하였다.

## 출연

### 주연
- 찰리 채플린
- 에드나 펄비안스

### 조연
- Carl Stockdale
- 찰스 인스리
- 레오 화이트
- 빌리 암스트롱